# Arloff
Arloff is een plaats in de Duitse gemeente Bad Münstereifel, deelstaat Noordrijn-Westfalen, en telt 1.000 inwoners.

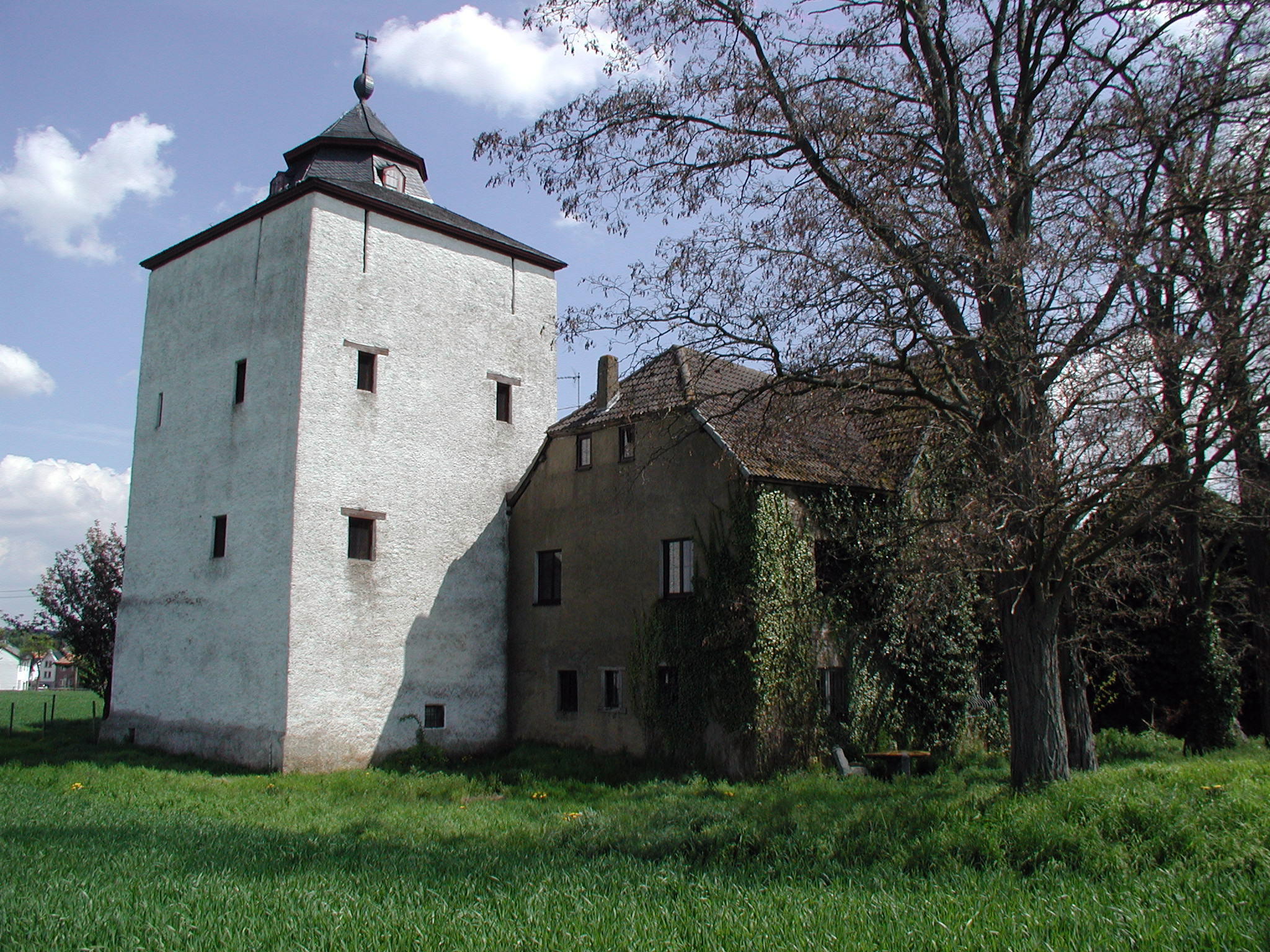
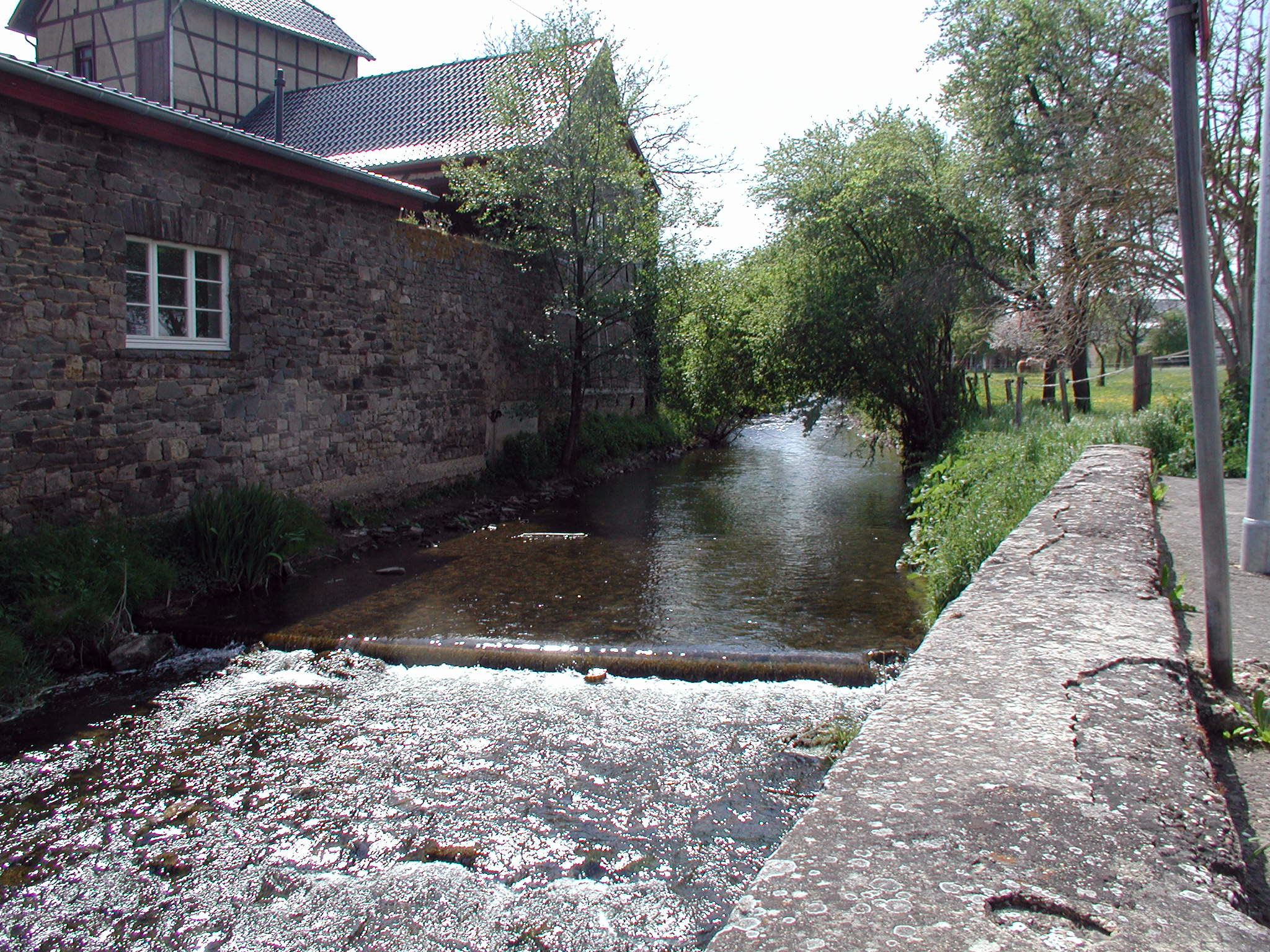
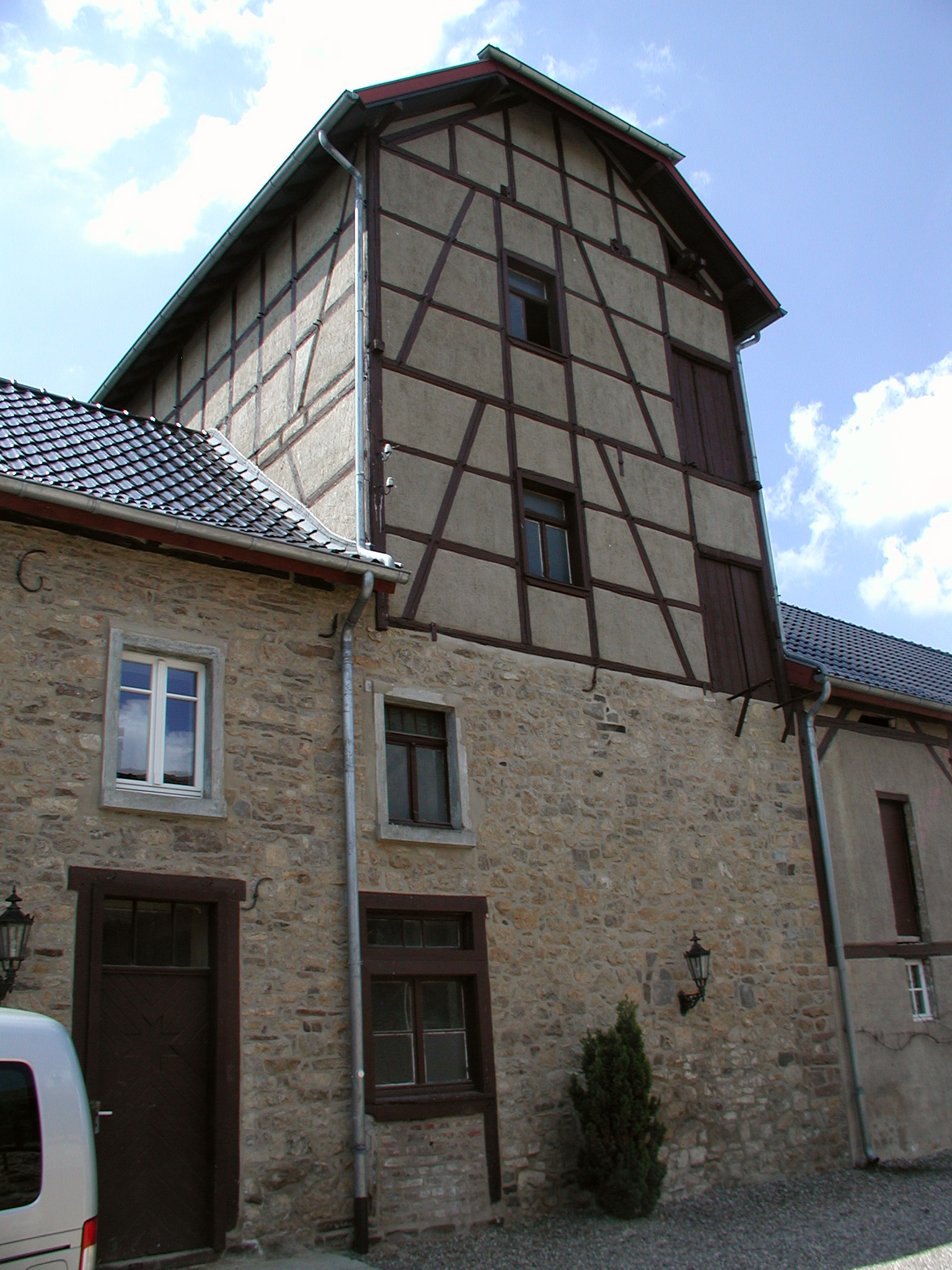
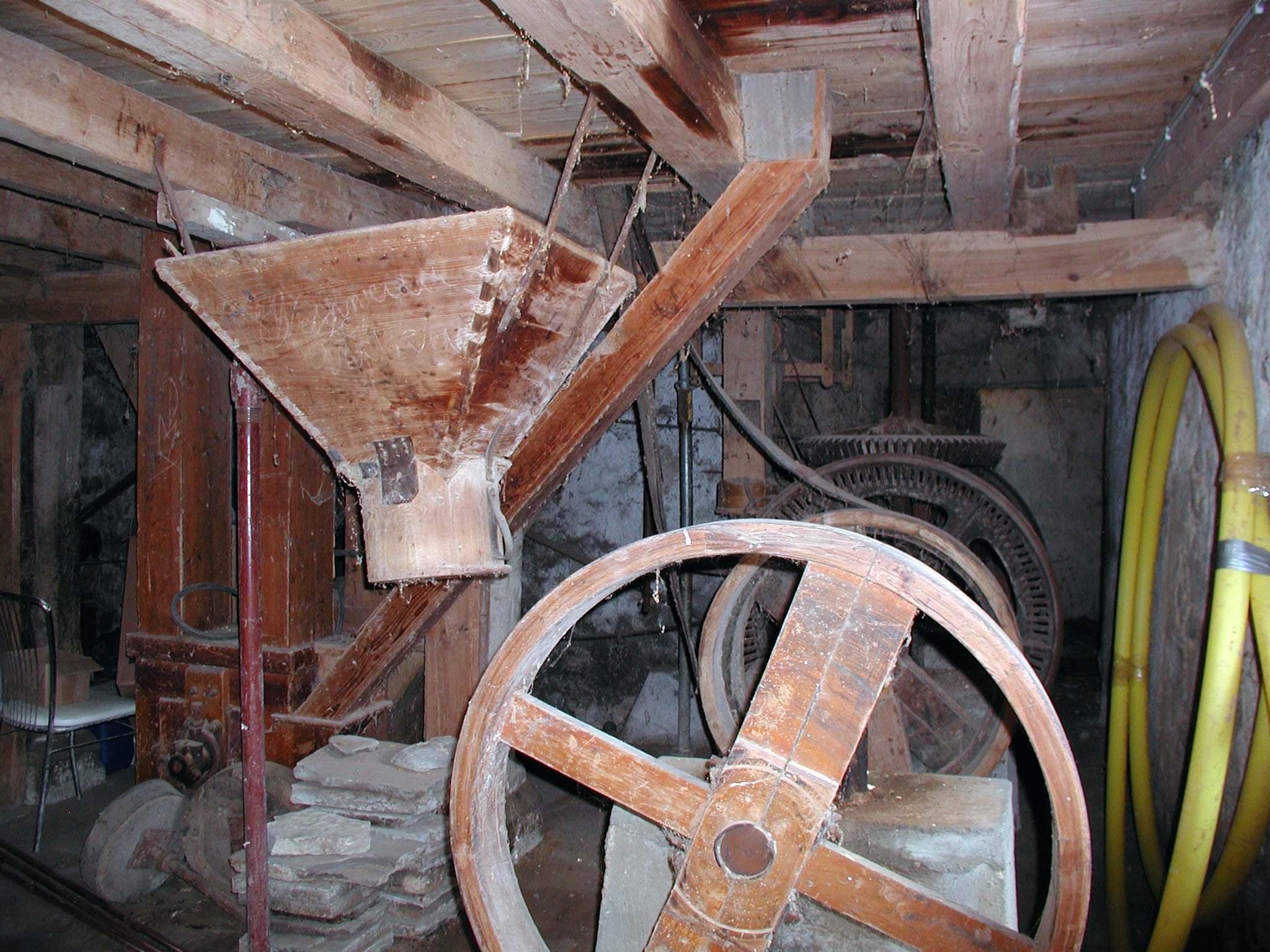
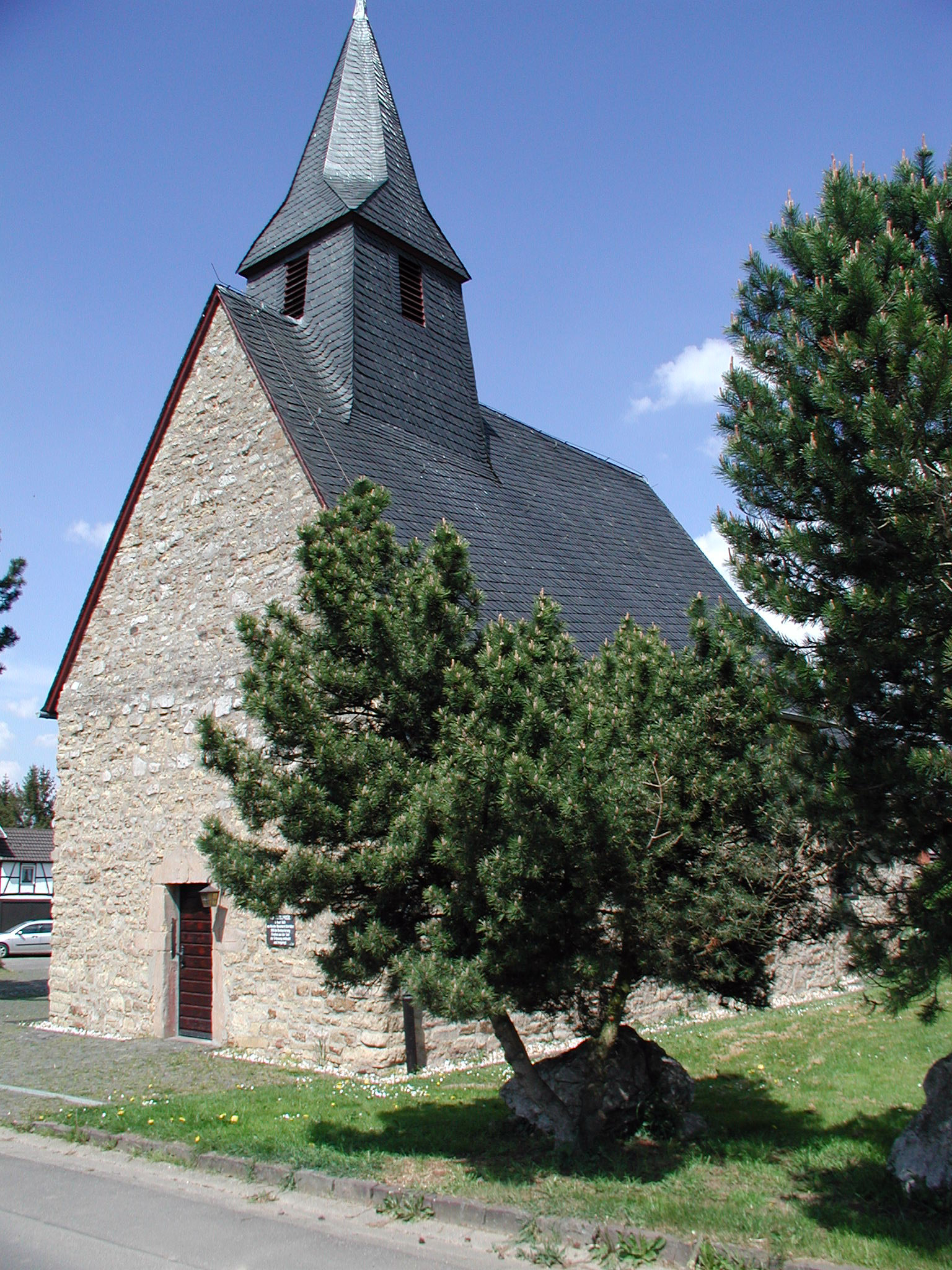
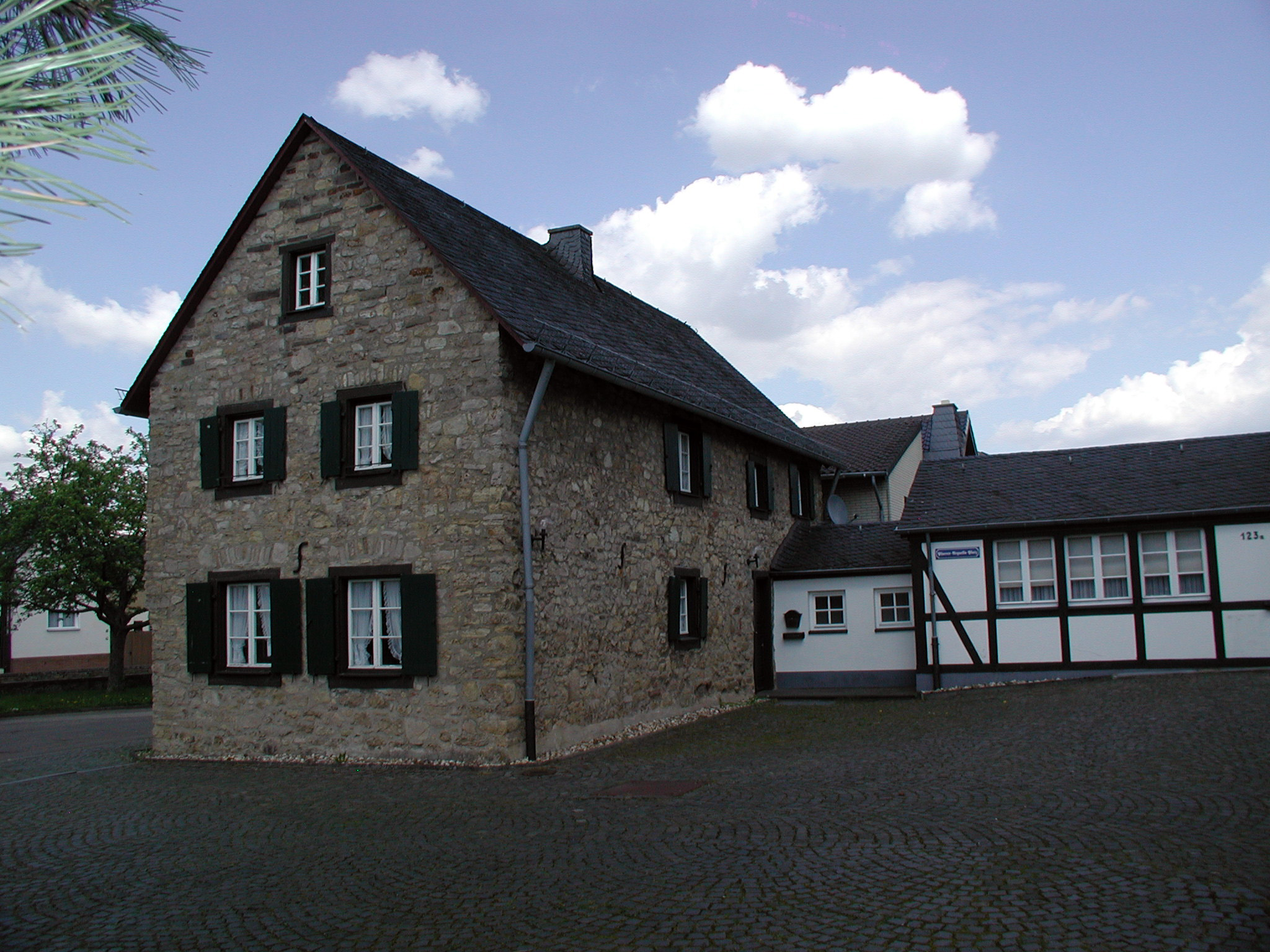
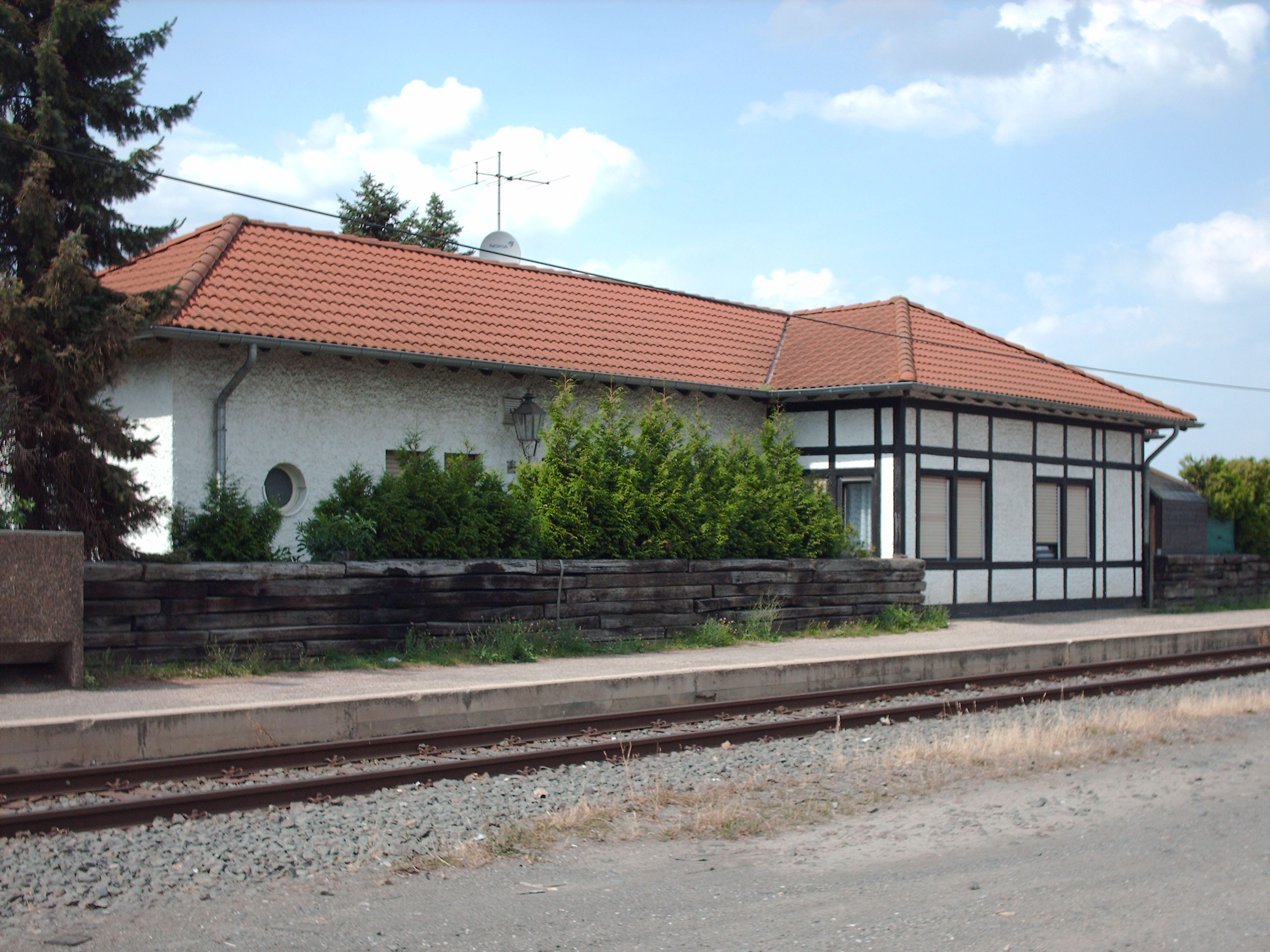
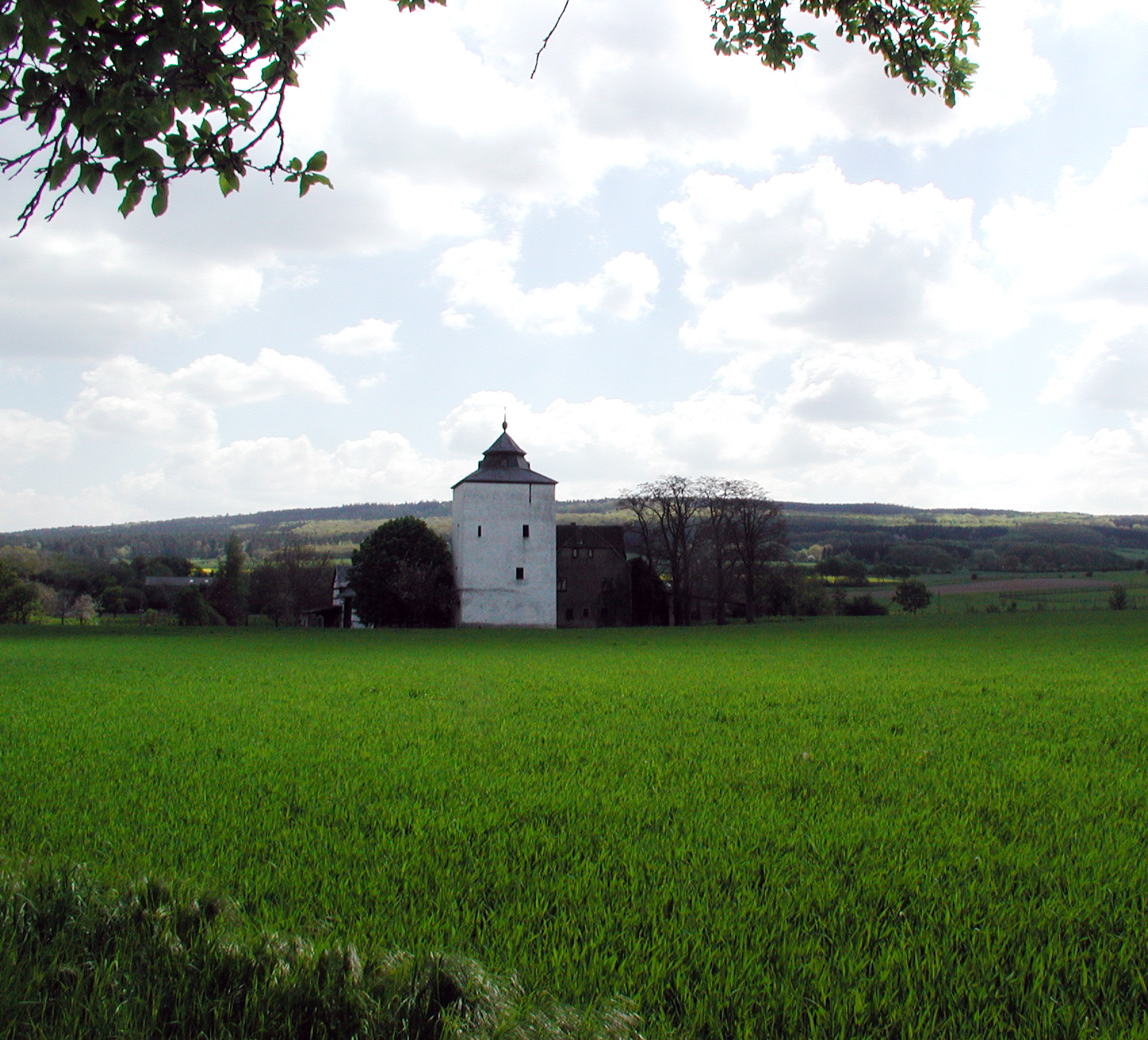